# 青葉園

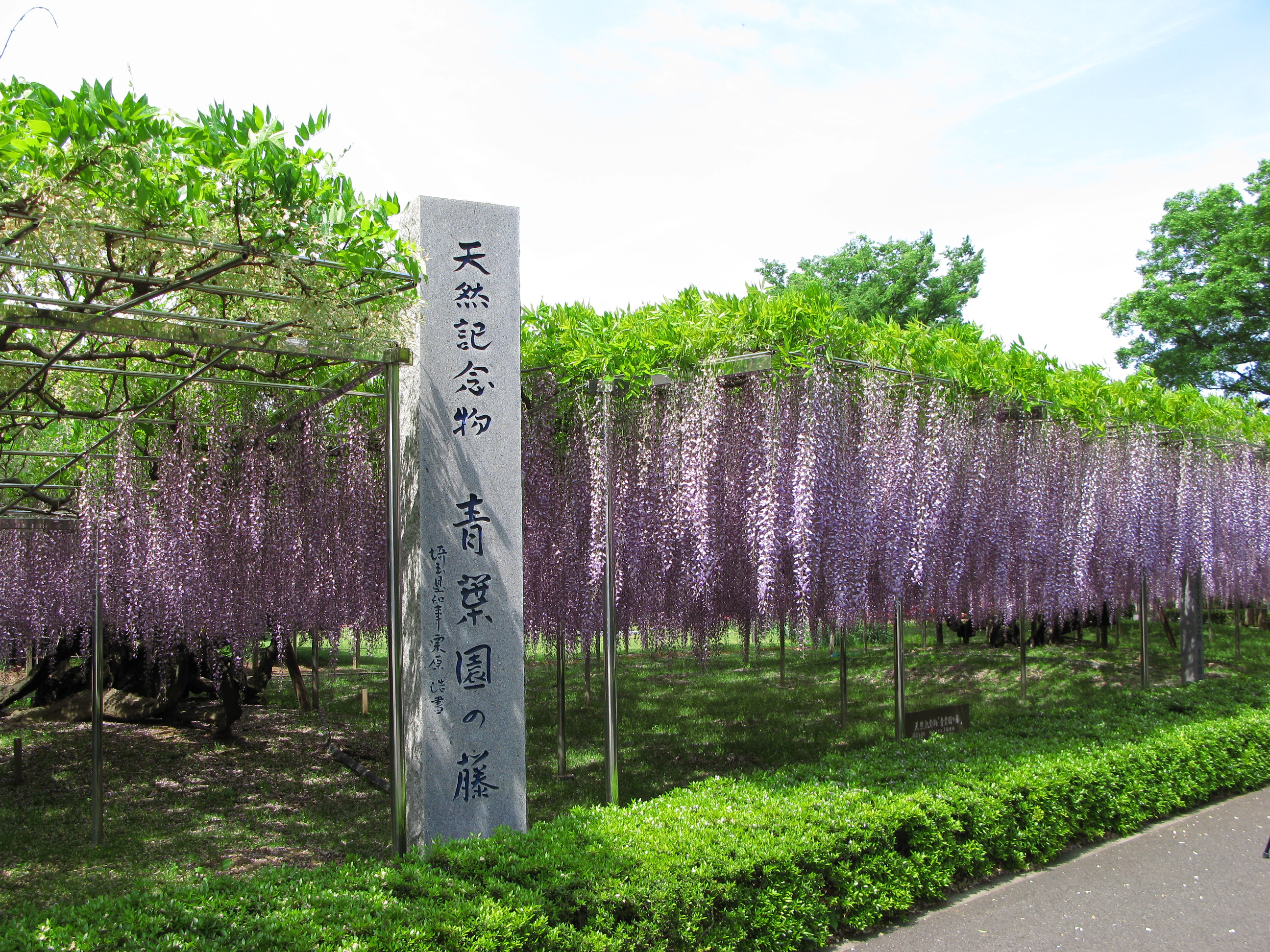
青葉園の藤

青葉園（あおばえん）は、埼玉県さいたま市西区三橋にある公園墓地。また、同墓地を管理する公益財団法人である（2014年に財団法人から移行）。

## 施設
埼玉県下では有数の規模の墓地で、園内には2万2000区画の墓地が並ぶ。広大な敷地内は、墓域と修景地とが調和している。使用に際して宗教、宗派、住所の別なく、また遺骨の有無に関係なく申し込み順に受付される。
埼玉県指定天然記念物である「青葉園の藤」や「万霊追悼の三重の塔」などの施設が、園内に存在する。

## 青葉園のフジ
園内に大きなフジの木が3本あり「青葉園のフジ」として埼玉県指定天然記念物になっている。
これらの木は昭和初期に北区宮前町、西区指扇、上尾市瓦葺から北区東大成町1丁目に移植されていたもので、1943年（昭和48年）に「大宮藤園のフジ」として県の天然記念物に指定された。その後、大宮郵便局の建設に伴って移設が必要となり、1965年（昭和40年）に青葉園に移された。
2000年（平成12年）5月5日には、埼玉新聞社の「21世紀に残したい・埼玉ふるさと自慢100選」に選出されている。

## アクセス
- 大宮駅西口より西武バスの大25系統：佐知川原行きに乗車、「青葉園」バス停下車[注釈 1]。又は西武バスの大22系統：川越グリーンパーク行き・大23系統：西遊馬行きに乗車、「三橋総合公園南口」バス停下車、徒歩。
- 首都高速埼玉大宮線「与野出入口」から新大宮バイパス経由、「三橋五丁目南」交差点よりすぐ[4]